# Roland Kickinger
Roland Kickinger (30 de março de 1969) é um fisiculturista e ator austríaco de Viena. Ele participou de inúmeras competições de fisiculturismo, revistas de fitness e vídeos de treinamento. Em sua carreira de ator, é talvez mais conhecido pelo seu papel como Chip Rommel na série de televisão Son of the Beach. Ele também interpretou outro fisiculturista austríaco, Arnold Schwarzenegger, no filme de televisão de See Arnold Run (2005). Ele estrelou em um pequeno papel no filme Street Warrior (2008). Apareceu em Disaster Movie como Hulk, lançado em 2008, e no lançamento recente Terminator Salvation, como um protótipo do T-800, papel famoso, antes interpretado por Schwarzenegger. Além disso, aparecerá no filme Peranmai.